# Bezotvetnaja ljubov'
Bezotvetnaja ljubov' (Безответная любовь) è un film del 1979 diretto da Andrej Maljukov.

## Trama
Il film racconta il drammatico destino dell'attrice provinciale Larisa Dobrynina, morta a seguito di una serie di tragici eventi.